# Köhntarkösz
Albums de Magma
Ẁurdah Ïtah
(1974) Live / Hhaï
(1975)
Köhntarkösz est le cinquième album studio du groupe français de musique Zeuhl Magma, paru en 1974.

## Contenu
Le titre principal est séparé en deux parties d'une quinzaine de minutes chacun. C'est un morceau de Christian Vander particulièrement sombre, pesant, évoluant lentement, très différent de Mekanïk Destruktïw Kommandöh. Ce titre a été très souvent joué en concert jusque dans les années 2000. Il a été précédemment enregistré "brut de fonte" par la B.B.C. le 14 mars 1974, avec une seconde partie différente que l'on retrouvera sur K.A (Köhntarkösz Anteria). On peut aussi l'entendre sur Live / Hhaï, le double-album de 1975. Il est alors rebaptisé Köhntark.
Le disque est complété par deux courts morceaux : Ork Alarm signé Jannick Top et Coltrane Sündia (traduction : Coltrane Repose en paix), une élégie pour John Coltrane.

## Labels
Le disque est paru à l'origine en vinyle sur les labels Vertigo Records en France (réf. 6325750) et A&M au Royaume-Uni (réf. AML S 68260). Il a ensuite été réédité en CD par Seventh Records (réf. REX VIII).

## Liste des pistes

### Face A
1. Köhntarkösz (Part I) (C. Vander) – 15:22
2. Ork Alarm (J. Top) – 5:28

### Face B
1. Köhntarkösz (Part II) (C. Vander) – 15:55
2. Coltrane Sündïa (C. Vander) – 4:11

## Personnel

### Musiciens
- Christian Vander : batterie, voix, piano, percussions
- Brian Godding : guitare
- Jannick Top : basse
- Klaus Blasquiz : chant, percussions
- Stella Vander : voix
- Gérard Bikialo : piano, orgue Yamaha
- Michel Graillier : piano, clavinet

### Techniciens
- "Loulou" Sarkissian "Mekanik" : Stage Manager
- Fabio Nicoli : Design & Art Direction
- Giorgio Gomelsky : Producteur
- Malcolm Robertson : Photographie
- Simon Heyworth : Ingénieur du son

## Anecdotes
Le titre Köhntarkösz est une référence à Blake et Mortimer et notamment à L'Enigme de l'Atlantide où Magon, principal antagoniste de l'album, porte le titre de Contarkos.[réf. souhaitée]